# Медвеђи макаки
Медвеђи макаки (Macaca arctoides) је врста примата из породице мајмуна Старог света (Cercopithecidae).

## Распрострањење
Врста је присутна у Вијетнаму, Камбоџи, Кини, Лаосу, Малезији, Мјанмару, Индији и Тајланду.

## Станиште
Станиште медвеђег макакија су шуме.

## Угроженост
Ова врста се сматра рањивом у погледу угрожености врсте од изумирања.

### Популациони тренд
Популација ове врсте се смањује, судећи по расположивим подацима.